# Philainis
Philainis war eine antike griechische Autorin aus Leukas oder Samos. Sie wird von mehreren Autoren im 3. Jahrhundert v. Chr. als Autorin eines Buches über die Stellungen beim Liebesakt erwähnt. Dieses Buch ist nicht erhalten, scheint aber zu ihrer Zeit sehr populär gewesen zu sein. Es ist überliefert, dass man sich unter anderem bei Gastgelagen damit die Zeit vertrieb, über die von ihr beschriebenen Sexualstellungen zu unterhalten und darüber zu streiten, welche davon am angenehmsten sei. In ihrer Popularität ist sie mit der Autorin Elephantis vergleichbar, die ein ähnliches Werk verfasste. Philainis selbst scheint sich später von diesem Werk distanziert zu haben, denn laut Überlieferung soll sie sich in ihrer Grabschrift dagegen gewehrt haben, jemals so etwas Schamloses geschrieben zu haben. Stattdessen nennt sie einen gewissen Polykrates aus Athen als wirklichen Verfasser des Werkes.
Neben antiken Autoren wird sie auch von Johann Wolfgang von Goethe in seinen Römischen Elegien erwähnt.